# ラリイ・マキャフリイ
ラリイ・マキャフリイ（Lawrence F. McCaffery Jr　 1946年 -  　）はアメリカ合衆国の文芸評論家。サンディエゴ州立大学名誉教授。
その書名に示されるような、前衛(アバンギャルド)性とポップさ(軽みと大衆性)を兼ね備えた諸文芸作品
を題材にした『アヴァン・ポップ(Avant-pop)』という著書が日本で刊行された。
島田雅彦とも対談したことがある。また、1999年一月号『ユリイカ』(ポール・オースター特集号)誌上で、巽孝之と『偶然の発明』と題された対談をしている。
20th Century's Greatest Hits: 100 English-Language Books of Fictionというリストの中で、二十世紀英語圏フィクション文学作品に対して、マキャフリイが百位まで順位をつけた。一位はナボコフ『青白い炎』、二位はジェイムズ・ジョイス『ユリシーズ』、三位はトマス・ピンチョン『重力の虹』。下位にはヴォネガット『スローターハウス5』(五十四位)、フィリップ・ディック『高い城の男』(七十五位)、ポール・オースター『ニューヨーク三部作』(六十九位)などもランクインしている。

## 著作（訳書）
- 『アヴァン・ポップ』 巽孝之、越川芳明 編訳（筑摩書房、1995年／増補版・北星堂書店、2007年）